# Textura (petrologia)

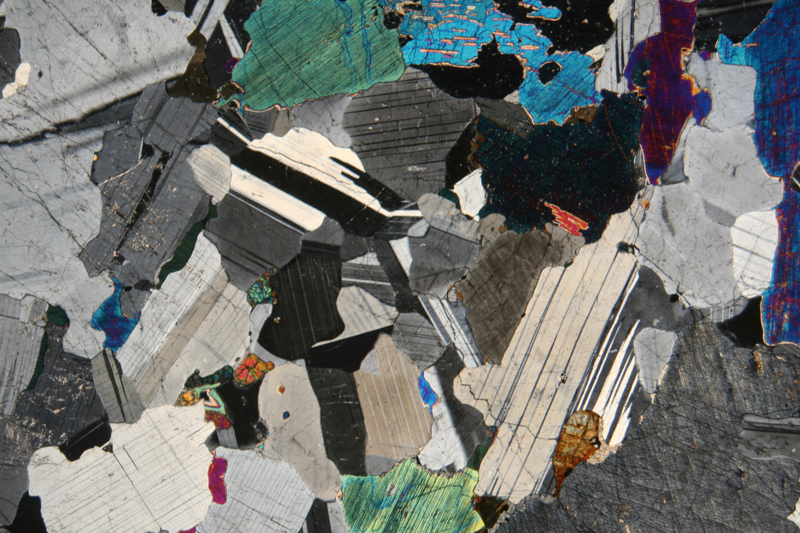
Microfotografia de uma lâmina delgada de gabro. Note-se a textura holocristalina (composta exclusivamente de cristais).

Textura no contexto da petrologia designa a aparência física das rochas que resulta do tamanho dos grãos, forma, arranjo e configuração tanto a nível megascópico como microscópico. As texturas podem ser quantificadas de muitas maneiras. Uma das formas mais comuns de quantificar texturas é analisando a distribuição de tamanho de grãos.

## Lista de texturas

### A-C
- Afanítica
- Anhedral
- Aplitica
- Arenosa
- Brecha
- Consertal
- Corona
- Criptocristalina

### D-F
- Dendrítica
- Equigranular
- Euhedral
- Esferulítica
- Xistosa
- Fanerítica
- Filítica

### G-I
- Gráfica
- Granulítica
- Hipocristalina
- Holocristalina
- Holohialina
- Imbricada

### M-P
- Milonítica
- Ocelar
- Ofítica
- Oolítica
- Orbicular
- Permatítica
- Piroclástica
- Porfirítica
- Porfiroblástica
- Porfiroclástica

### R-V
- Rapakivi
- Spinifex
- Subhedral
- Tobacea
- Vesícular
- Vítrea